# Écozone paléarctique : plantes à graines par nom scientifique (I)

## Ib

### Ibe
- Iberis (toutes les espèces) parmi elles :
  - Iberis sempervirens - Ibéris toujours vert
  - Iberis umbellata

## Il

### Ile
- Ilex - fam. Aquifoliacées (herbe)
  - Ilex alaska
  - Ilex aquifolium - Houx
  - Ilex atlaclarensis
  - Ilex cornuta
  - Ilex crenata
  - Ilex koehneana
  - Ilex paraguariensis - Mate ou « Chimarrao »
  - Ilex verticillata - Houx verticillé

## Im

### Imp
- Impatiens - fam. Balsaminacées
  - Impatiens balfourii - Balsamine de Balfour ou Balsamine des jardins
  - Impatiens balsamina - Balsamine
  - Impatiens glandulifera - Balsamine de l'Himalaya
  - Impatiens noli-tangere - Balsamine des bois
  - Impatiens pallida
  - Impatiens roylei

## In

### Inc
- Incarvillea - fam. Bignoniacées
  - Incarvillea delavayi - Incarvillea de Delavay

### Ind
- Indigofera

- Indocalamus - fam. Poacées (Bambousoidées)
  - Indocalamus latifolius - Bambou
  - Indocalamus solidus - Bambou
  - Indocalamus tessellatus - Bambou

### Inu
- Inula - Astéracées
  - Inula britannica - Inule d'Angleterre
  - Inula conyza - Herbe aux mouches
  - Inula glandulosa
  - Inula helenium - Grande aunée
  - Inula montana - Inule des montagnes

## Ip

### Ipo
- Ipomoea - fam. Convolvulacées
  - Ipomoea acuminata - Ipomée
  - Ipomoea batatas - Patate douce
  - Ipomoea brasiliensis ou Ipomoea pes-capres- Ipomée
  - Ipomoea hederacea - Étoile du matin
  - Ipomoea purpurea - Volubilis
  - Ipomoea tricolor ou Ipomoea rubro-coerulea ou Ipomoea violacea - Ipomée à grande fleur bleue

## Ir

### Ire
- Iresine
  - Iresine herbstii - Irésine

### Iri
- Iris - Iridacées ou Liliacées
  - Iris danfordiae
  - Iris germanica - Iris des jardins
  - Iris hollandica - Iris de Hollande
  - Iris kaempferi - Iris de Kaempfer
  - Iris latifolia - Iris des Pyrénées ou Iris à feuilles larges
  - Iris pseudacorus - Iris des marais ou « Iris faux Acore »
  - Iris pumila - Iris nain
  - Iris reticulata - Iris bulbeux
  - Iris setosa ou Iris hookeri canadensis - Iris de Hooker
  - Iris versicolor - Iris versicolore
  - Iris virginica - Iris de Virginie
  - Iris xiphium - Iris de Hollande

## Is

### Isa
- Isatis
  - Isatis glauca - Isatis glauque

### Ism
- Ismene - Amaryllidacées
  - Ismene festalis - Ispmene

### Iso
- Isoetes
  - Isoetes boryana - Isoète de Bory
  - Isoetes echinospora - Isoète à spores épineuses
  - Isoetes hieroglyphica
  - Isoetes histrix - Isoète épineux
  - Isoetes riparia - Isoète riparien
  - Isoetes tuckermanii - Isoète de tuckerman

- Isopyrum
  - Isopyrum thalictroides

## Ix

### Ixi
- Ixia - Iridacées

Voir aussi Plantes par nom scientifique